# Street Fighter: The Movie (arkadspel)
Street Fighter: The Movie är ett man mot man-fightingspel från 1995, som släpptes som arkadspel. Spelet är baserat på filmen med samma namn från 1994  och använder sig av filmscener. Ett konsolspel med samma namn släpptes till Playstation och Sega Saturn, men det handlar inte om porteringar utan separatproducerade spel.

### Fotnoter
1. ↑  ”Street Fighter: The Movie” (på engelska). Arcade Musuem. 25 mars 1995. http://www.arcade-museum.com/game_detail.php?game_id=9829. Läst 25 maj 2014.